# Нара (1944)
«Нара» (Nara, яп. 楢) — ескортний міноносець Імперського флоту Японії, який взяв участь у Другій світовій війні.

## Історія створення
Корабель, який став дванадцятим серед ескортних міноносців типу «Мацу», заклали 10 червня 1944 року на верфі «Фуджінагата» в Осаці. Спущений на воду 12 жовтня, став до ладу 26 листопада 1944 року.

## Історія служби
За весь час після завершення «Нара» не полишав вод Японського архіпелагу, при цьому з 15 березня 1945-го він належав до 53-ї дивізії ескадрених міноносців.
30 червня 1945-го корабель підірвався на міні біля Сімоносекі (в районі протоки, що розділяє Хонсю та Кюсю) та втратив здатність самостійно пересуватись. Надалі «Нара» роззброїли та поставили на відстій у порту Моджі, де він і застав капітуляцію Японії.
У листопаді 1945-го «Нара» виключили зі списків флоту, а влітку 1948-го пустили на злам.